# Indonesiens administrativa indelning
Indonesiens administrativa indelning är på fyra nivåer. Den översta nivån är de 34 provinserna (provinsi)  varav två är autonoma regioner och en är huvudstaden. På nivå två finns regentskap (kabupaten) och städer (kota). På nivå tre  finns underdistrikt som vanligen heter kecamatan, men andra namn förekommer i vissa provinser. På den lägsta nivån finns byar som vanligen heter desa på landsbygden och kelurahan i stadsområden. 
| Nivå | Typ (Indonesiska)                             | Typ (Engelska) | Typ (Svenska) | Antal  |
| ---- | --------------------------------------------- | -------------- | ------------- | ------ |
| I    | Provinsi                                      | Province       | Provins       | 34     |
| II   | Kabupaten                                     | Regency        | Regentskap    | 416    |
| II   | Kota                                          | City           | Stad          | 98     |
| III  | Kecamatan, distrik, kapanewon eller kemantren | Subdistrict    | Underdistrikt | 7 145  |
| IV   | Desa eller kelurahan                          | Villages       | Byar          | 82 395 |

## Lista över Indonesiens provinser

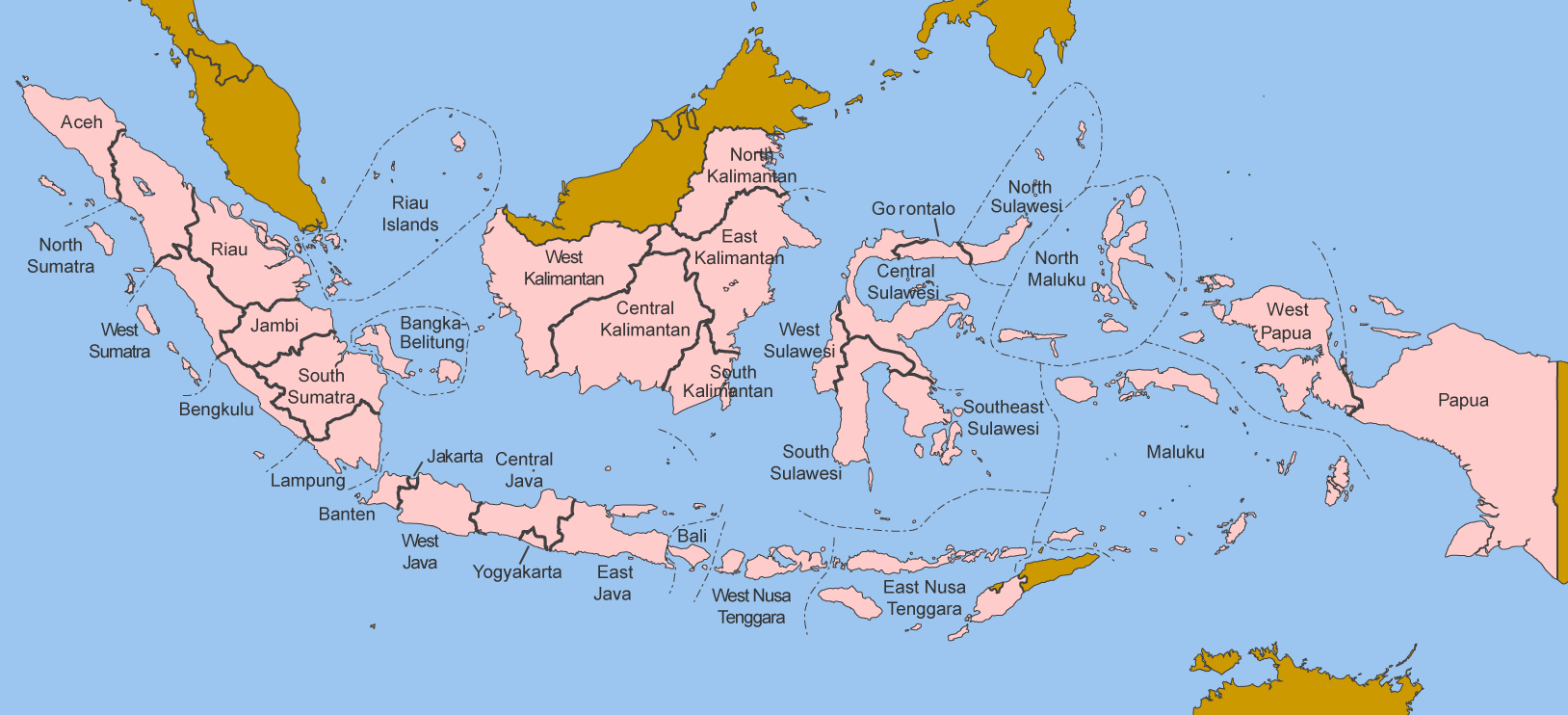
Indonesiens provinser (status 2011 - innan Kalimantan Utara bildades)

- Nusa Tenggara (Små Sundaöarna)
  - Bali
  - Nusa Tenggara Timur
  - Nusa Tenggara Barat

- Java
  - Banten
  - Jakarta
  - Jawa Tengah
  - Jawa Timur
  - Jawa Barat
  - Yogyakarta

- Kalimantan
  - Kalimantan Tengah
  - Kalimantan Timur
  - Kalimantan Barat
  - Kalimantan Selatan
  - Kalimantan Utara

- Maluku (Moluckerna)
  - Maluku (Moluckerna)
  - Maluku Utara

- Nya Guinea
  - Papua
  - Papua Barat

- Sulawesi (Celebes)
  - Gorontalo
  - Sulawesi Utara
  - Sulawesi Tengah
  - Sulawesi Barat
  - Sulawesi Tenggara
  - Sulawesi Selatan

- Sumatra
  - Aceh
  - Bangka-Belitung
  - Bengkulu
  - Jambi
  - Lampung
  - Sumatera Utara
  - Riau
  - Kepulauan Riau
  - Sumatera Barat
  - Sumatera Selatan